# Hurtan Desarrollos
Hurtan es una empresa española, fundada por el almeriense Juan Hurtado González, dedicada a la fabricación artesanal de automóviles en Santa Fe, Granada.

## Historia
En el año 1991, Juan Hurtado González desarrolló los primeros bocetos y cálculos de proyección del que sería el primer modelo de automóvil de estilo clásico, inspirado en los modelos de los años 40 y 50. 
En el año 1992, aparece el modelo Hurtan Albaycín T2, seguido del T2+2. Los dos modelos son descapotables, de dos y cuatro plazas respectivamente. En 2002 se trabajó sobre la mecánica de un Renault Clio II y se consiguió la homologación y el permiso para la comercialización en 2004, después de adaptarse a la normativa europea en materia de seguridad y medio ambiente. 
Durante los años, han sido múltiples los modelos fabricados, siempre utilizando un vehículo del mercado para llevarlo a cabo, cabe destacar el Author (Chrysler PT-Cruiser), y  el Vintage (Jeep Wrangler), con diferentes acabados y usado por diferentes empresas de servicio público. 
También han desarrollado el modelo denominado Route 44, furgoneta basada en la Fiat Ducato, de diseño retro. 
El Grand Albaycín en un modelo que vio la luz en 2022, como sus anteriores modelos basado en un modelo conocido, en este caso un Mazda MX-5.

## Modelos

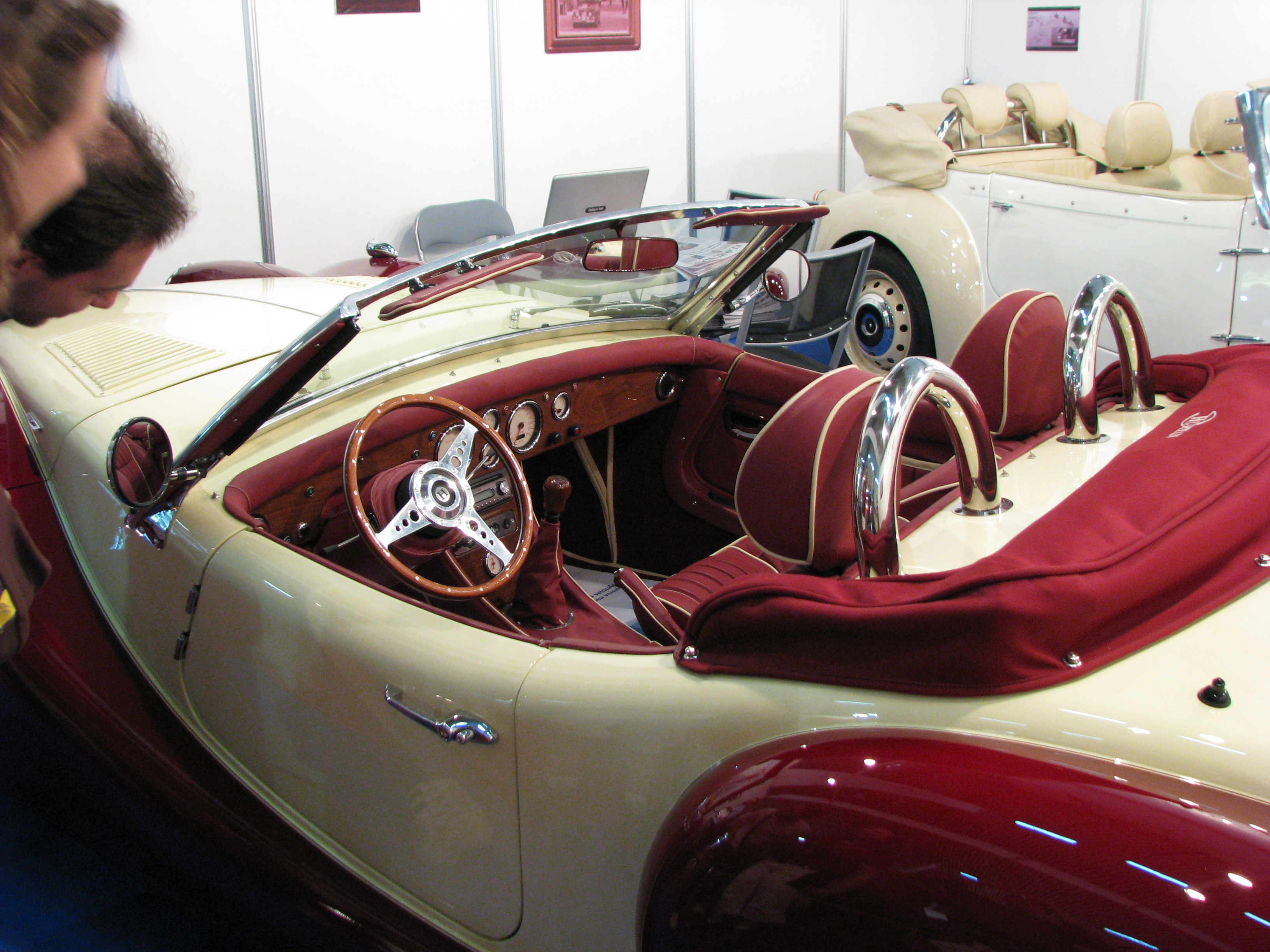
Hurtan Albaycín T2.

- Hurtan Albaycín T2
- Hurtan Albaycín T2+2
- Hurtan Author
- Hurtan Vintage
- Hurtan Route 44
- Hurtan Grand Albaycín

## Características

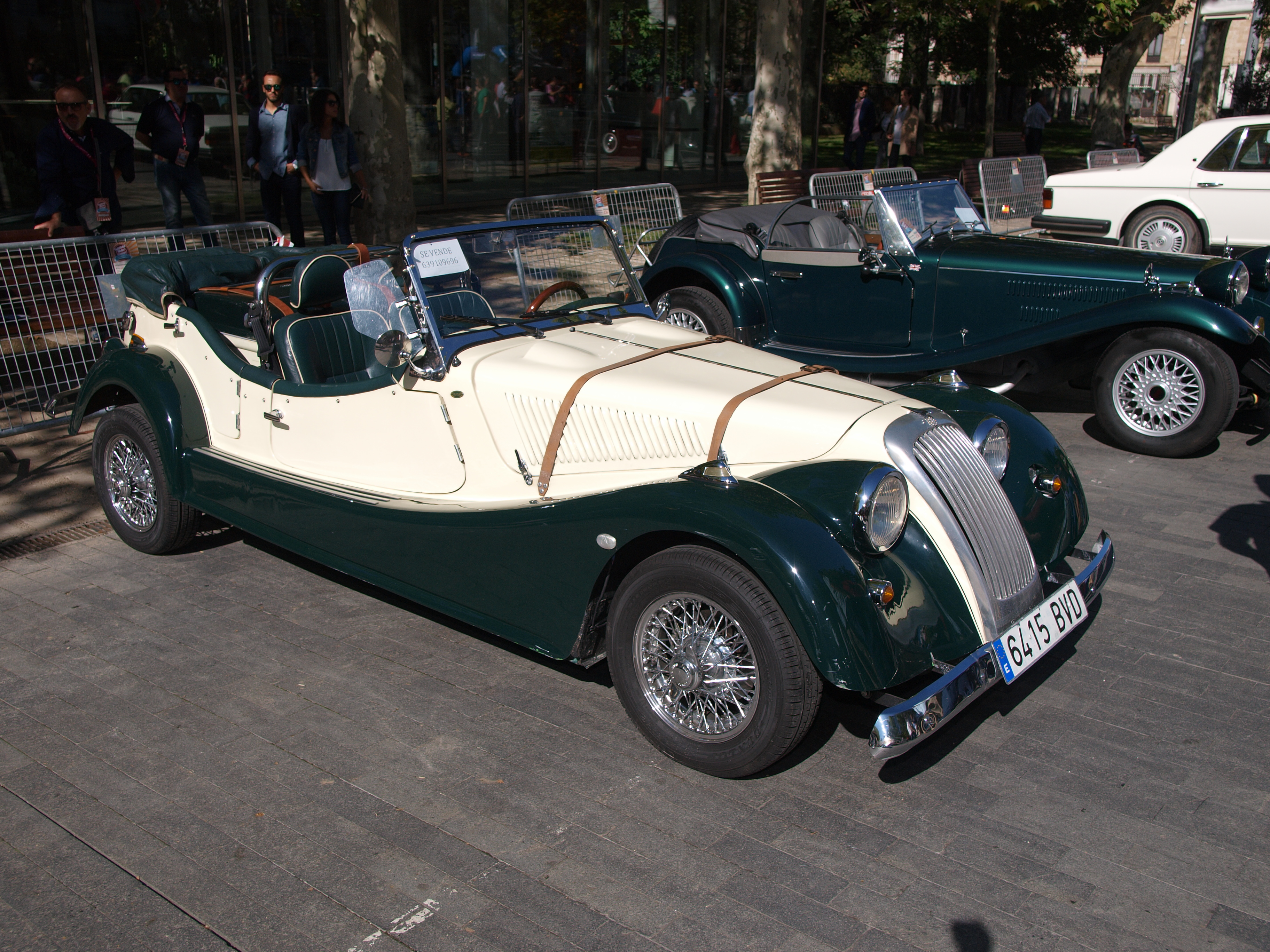
Hurtan T2+2 (1984)

El proceso de fabricación dura entre 5 y 6 meses. El chasis utilizado está basado en el del Renault Clio. La carrocería está realizada en fibra de vidrio. El cambio de marchas está configurado para desarrollos cortos. La pintura de la carrocería es totalmente personalizable. Hay 4 motorizaciones diferentes, que van de los 60 CV hasta los 178.